# Ambly-Fleury
Ambly-Fleury è un comune francese di 147 abitanti situato nel dipartimento delle Ardenne nella regione del Grand Est.

## Società

### Evoluzione demografica
Abitanti censiti